# Photedes draudti
Photedes draudti là một loài bướm đêm trong họ Noctuidae.